# Molanna angustata
Molanna angustata är en nattsländeart som beskrevs av Curtis 1834. Molanna angustata ingår i släktet Molanna och familjen skivrörsnattsländor. Arten är reproducerande i Sverige. Utöver nominatformen finns också underarten M. a. sericea.